# Episodi di Terriers - Cani sciolti
La prima unica stagione della serie televisiva Terriers - Cani sciolti, composta da 13 episodi, è stata trasmessa negli Stati Uniti dal canale FX dall'8 settembre 2010 al 1º dicembre 2010.
In Italia è andata in onda su FX dal 1º aprile 2011 al 17 giugno 2011.
| nº | Titolo originale | Titolo italiano | Prima TV USA      | Prima TV Italia |
| -- | ---------------- | --------------- | ----------------- | --------------- |
| 1  | Pilot            |                 | 8 settembre 2010  |                 |
| 2  | Dog and Pony     |                 | 15 settembre 2010 |                 |
| 3  | Change Partners  |                 | 22 settembre 2010 |                 |
| 4  | Fustercluck      |                 | 29 settembre 2010 |                 |
| 5  | Manifest Destiny |                 | 6 ottobre 2010    |                 |
| 6  | Ring-a-Ding-Ding |                 | 13 ottobre 2010   |                 |
| 7  | Missing Persons  |                 | 20 ottobre 2010   |                 |
| 8  | Agua Caliente    |                 | 27 ottobre 2010   |                 |
| 9  | Pimp Daddy       |                 | 3 novembre 2010   |                 |
| 10 | Asunder          |                 | 10 novembre 2010  |                 |
| 11 | Sins of the Past |                 | 17 novembre 2010  |                 |
| 12 | Quid Pro Quo     |                 | 24 novembre 2010  |                 |
| 13 | Hail Mary        |                 | 1º dicembre 2010  |                 |